# Jean-Louis Morvan
Jean-Louis Morvan, francoski general, * 1886, † 1954.